# Благовещенск (футбольный клуб)
«Благовещенск» — российский любительский футбольный клуб из города Благовещенска Амурской области. Основан в 2008 году.
Принимает участие в любительских футбольных соревнованиях Дальнего Востока, Амурской области и Благовещенска. Серебряный призер первенства Дальнего Востока, 2-кратный обладатель Кубка Дальнего Востока. Призер и победитель первенств Амурской области и Благовещенска, неоднократный обладатель Кубка Амурской области и Благовещенска.

## История
Футбольный клуб был основан в 2008 году. Принимает участие в любительских футбольных соревнованиях Дальнего Востока, Амурской области и города Благовещенска. Неоднократный обладатель Кубка Амурской области и города Благовещенск, Призер и победитель первенств Амурской области и города Благовещенска. Серебряный и бронзовый призёр зоны «Дальний Восток» ЛФЛ. Серебряный призер Кубка Дальнего Востока по футболу 2017. Обладатель Кубка Дальнего Востока по футболу 2018, 2019. В 2018 году ФК «Благовещенск» выступал в Кубке России по футболу «ОЛИМП» в 1/64 финала. «Благовещенск» включает в себя спортивный коллектив, состоящий из трех команд, принимающих участие в областных и городских соревнованиях («Благовещенск» — основная команда, «Благовещенск В» — ветеранский состав и «Благовещенск М» — молодежный состав).

## Достижения
- ЛФЛ, Зона «Дальний Восток»:

Серебряный призёр — 3 раза (2015, 2016, 2019).
4-е место — 2 раза (2009, 2012).
- Кубок Дальнего Востока:

Обладатель (2018).
Серебряный призёр (2012).
4-е место (2010).
- Чемпионат Амурской области:

Серебряный призёр — 3 раза (2012, 2013, 2017).
Бронзовый призёр (2010).
- Кубок Амурской области:

Финалист — 3 раза (2012, 2013, 2017).
Полуфиналист (2010).
- Чемпионат Благовещенска:

Победитель (2017).

## Клубные цвета

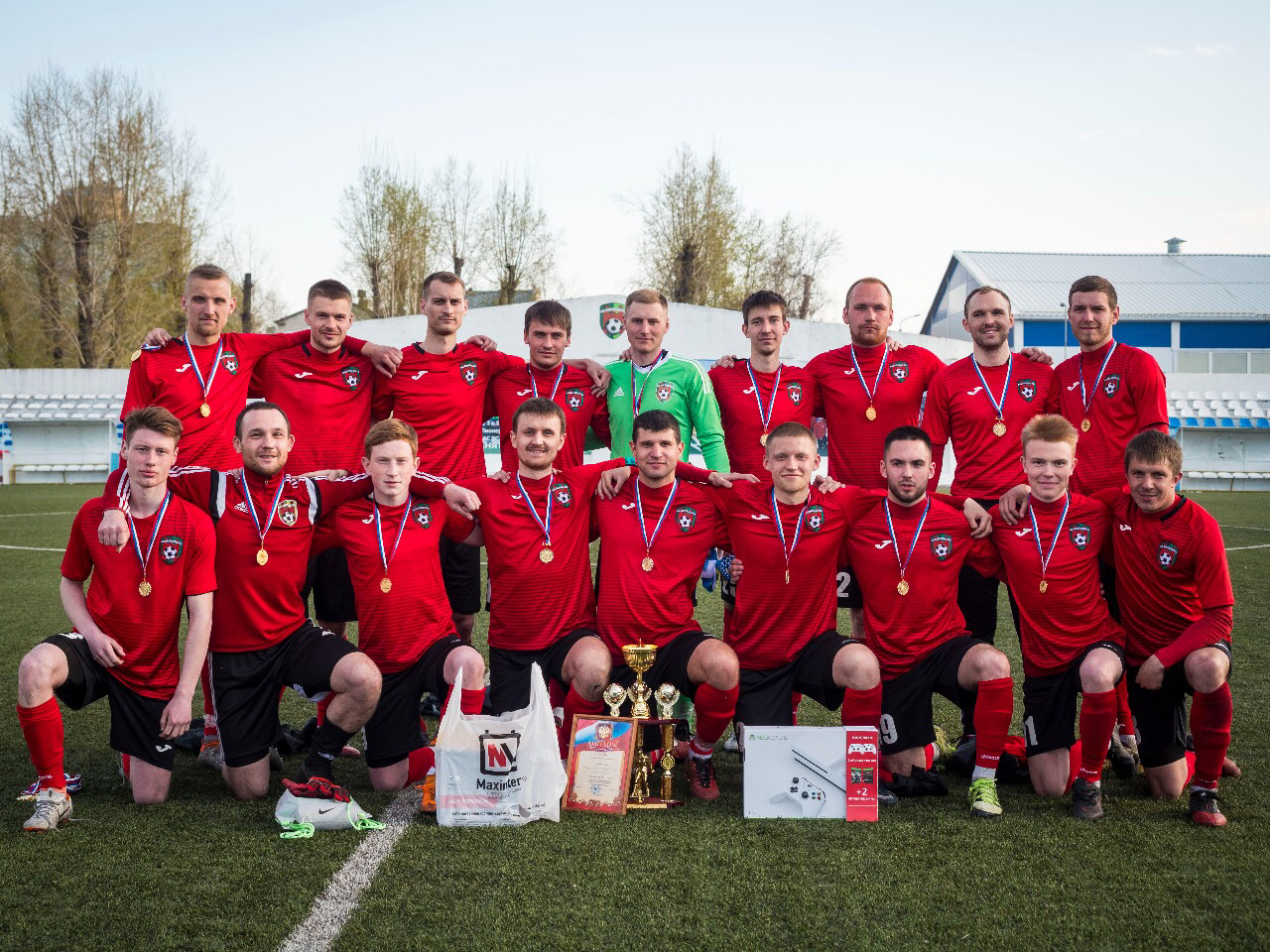
ФК «Благовещенск»

| Белый | Красный |